# Kjersti Holmen
Kjersti Holmen, född 8 februari 1956 i Oslo, död 26 september 2021 i Oslo, var en norsk skådespelare.
Holmen tilldelades Amandapriset 1993 för sin roll i filmen Telegrafisten och 2000 för SOS. 2009 fick hon Amanda-kommitténs hederspris.

## Filmografi i urval
- 2011 - Människor i solen
- 2010 - En ganska snäll man
- 1999 - Sofies värld
- 1993 - Telegrafisten
- 1987 - På stigende kurs
- 1985 - Orions bälte
- 1985 - Röd snö (TV-serie)